# Austrachelas
Austrachelas là một chi nhện trong họ Gallieniellidae.